# Oxyethira mirebalina
Oxyethira mirebalina är en nattsländeart som beskrevs av Lazar Botosaneanu 1991. Oxyethira mirebalina ingår i släktet Oxyethira och familjen smånattsländor. Inga underarter finns listade i Catalogue of Life.